# Gerd Persson
Gerd Mona Persson, sedermera gift Clarkson, född den 22 juli 1933 i Helsingborg, död 1 december 2023, var en svensk sångerska.

## Biografi
Gerd Persson blev uppmärksammad för sin sång redan under skoltiden, och debuterade inför större publik i "Skolsnurran" i Helsingborg. 1952 sjöng hon jazz i radion med Gösta Tönnes orkester. Efter studentexamen 1953 fick hon sjunga med Arne Domnérus orkester på Nalen i Stockholm. I samarbete med Curth Kimsjös orkester fick hon kontrakt med Veckorevyns "Flugan", med turnéer landet runt tillsammans med Miss Sverige.
Sommaren 1955 sjöng Persson på Helsingborgsutställningen H55, och året efter reste hon med Calle Reinholdz-revyn "På full rulle". Samma höst blev hon vokalist i Thore Ehrlings orkester och knöts till skivbolaget Columbia, där hon spelade in favoriter som  "Broadway på Basin Street" och "Mamma dansa med mej". När Thore Ehrling lade ner sin orkester 1957 övergick Persson till en solokarriär. Hon bytte till skivbolaget RCA. På RCA släpptes de populära "Kyss mej honey honey, kyss mej" och "Vita syrener". Persson väckte beundran hos den ryska publiken i samband med ett stort kulturutbyte mellan Sverige och Sovjetunionen 1958.
I Sverige uppträdde hon vid flera tillfällen på Berns och åkte med Kar de Mumma-revyn, tillsammans med Stig Järrel och Hjördis Petterson landet runt. Vid schlagerfestivalen i Pesaro 1959 i Italien var Gerd Persson nordisk representant och vann i konkurrens med övriga länder med "Marionetterna". TV-programmet gick i många länder, dock icke i Sveriges Television. Tävlingen gick en onsdag och 1959 var onsdagar en TV-fri dag i Sverige! Mellan sina internationella framgångar växlade hon mellan Hagge Geigerts "Kappsäcken" och turnerande, bland annat i folkparkerna, med egen trio.
Gerd Persson avslutade sin artistkarriär när hon gifte sig 1961 med direktör Rolf Clarkson, med vilken hon fick fyra barn. . Under sin karriär släppte Gerd Persson drygt 30 singel- och EP-skivor, men ingen av dem nådde några försäljningslistor.

## Diskografi (urval)
- Den trogne husaren (1957)
- Vita syrener (1957)
- Den som glad är (1958)
- Kyss mej, Honey Honey (1959)
- Tom Pillibi (1960)
- Dans i backen (1959)
- Marionetterna (1959)
- Sommarnattens melodi (1959)